# Punk rock in California
Fin dalla seconda metà metà degli anni settanta la California ha avuto una delle scene punk più fiorenti dell'intero movimento, tanto che essa si è mantenuta ed evoluta fino ai giorni nostri, contribuendo a diffondere sottogeneri come l'hardcore punk e l'alternative rock negli anni ottanta e il pop punk dagli anni novanta in poi.

## Storia

### Proto-punk
Los Angeles ebbe una scena glam rock molto importante nei primi '70 e, come avvenne a New York e Londra, molti degli idoli della scena glam avrebbero avuto un ruolo fondamentale nella successiva scena punk. Il glam rock di LA aveva il suo centro ad un club chiamato English Disco, di proprietà di Rodney Bingenheimer che in seguito, in qualità di disc jockey per il programma della KROQ Rodney on the Rock, contribuì notevolmente alla crescita della scena punk di LA. All'English Disco si potevano ascoltare sia artisti glam inglesi come Sweet, David Bowie e T. Rex, sia statunitensi come The Stooges, Alice Cooper, Suzi Quatro e New York Dolls.
Verso la metà degli anni '70 si formò un gran numero di gruppi punk rock/hard rock, tra cui i The Runaways, ingaggiati dal talent scout Kim Fowley. Oltre agli stessi Runaways erano attivi vari gruppi che proponevano rock & roll grezzo sullo stile degli Stooges, come The Weasels, BS, Freestone, Dogs e The Strand, oltre a vari gruppi power pop e ad alcuni complessi influenzati dai New York Dolls e più in generale dal glam rock, tra cui i Berlin Brats.

### 1976 - 1980: La prima ondata

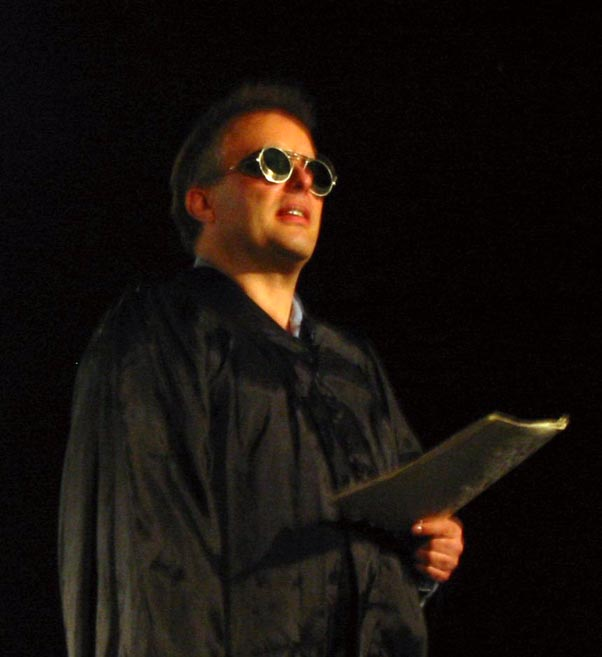
Jello Biafra dei Dead Kennedys.

La svolta in senso punk della scena di Los Angeles avvenne attorno all'aprile 1977, quando i Damned, primo gruppo punk in tour negli USA, suonarono allo Starwood di Los Angeles. Grazie all'influenza esercitata da questo concerto, in pochi mesi si formò una scena che comprendeva vari nomi importanti, fra cui Alley Cats (attivi già dal 1975), The Weirdos, Eyes e Black Flag.
Altre formazioni emerse nei mesi successivi al concerto dei Damned furono i Dils, fortemente politicizzati, gli Screamers, i Germs di Darby Crash e gli Zeros, influenzati da Ramones, New York Dolls, Stooges e garage rock. Tra i vari locali che iniziarono ad ospitare i gruppi punk, alcuni erano già attivi prima del 1977, come Whisky a Go Go, Starwood, Troubadour e Madame Wong's, altri furono allestiti nei mesi successivi al passaggio dei Damned. Tra questi il più importante fu probabilmente il The Masque, aperto nel luglio del 1977 da Brendan Mullen, interessato dalle serate punk organizzate al Whisky a Go Go. Contemporaneamente furono fondate le prime fanzine come Slash e Flipside, e le prime etichette indipendenti come la What? Records, che pubblicò Forming dei Germs, la Bomp! Records e la Dangerhouse, che pubblicarono i debutti di Weirdos, Dils e Zeros.
Intanto si formò un numero di nuovi complessi di varia importanza, come Controllers, F-Word, Flesh Eaters, Child Abuse, Skulls, Vom, X, The Bags, Randoms, The Dickies, Flyboys e Deadbeats. La scena continuò ad espandersi senza sosta, grazie anche ad alcune occasioni importanti, come il concerto benefit per evitare il fallimento del The Masque, a cui parteciparono diciassette band e che raggiunse l'obiettivo di salvare il locale. Poco dopo i Dickies scalarono le classifiche britanniche con una reinterpretazione di Banana Splits, mentre la Slash Records esordiva con il singolo Move dei The Plugz. Nonostante tutto ciò, il punk di Los Angeles fu in massima parte snobbato dalle major discografiche, con l'eccezione di Dickies, che firmarono con la A&M, e di X e Alley Cats, anche se parecchi anni più tardi.
Sempre nel 1978 si registrarono due nuove uscite discografiche, I Love Livin' in the City dei Fear e Out of Vogue dei Middle Class, considerati gli ultimi due prodotti della prima ondata punk di Los Angeles. Nel periodo immediatamente successivo, infatti, si impose rapidamente una nuova ondata di gruppi punk proveniente dalle periferie e denominata beach punk, con gruppi come Social Distortion, T.S.O.L., Circle Jerks e  Adolescents. Si trattava dell'inizio dell'ondata hardcore punk, che soppiantò in breve tempo la preesistente scena punk.
La scena di San Francisco e dintorni, invece, si sviluppò in modi e con tempi differenti, in parte perché la zona era ancora segnata dagli eccessi hippie del decennio precedente, in parte perché molte band, tra cui i Residents, erano devote alla sperimentazione e alla ricerca musicale più che al punk. Tra i primissimi musicisti riconducibili al punk ci fu Mary Monday, che già dal 1976 ne aveva adottato l'abbigliamento e fondò tra la fine del 1976 e l'inizio del 1977 il gruppo pop punk Mary Monday and the Britches. Altri due complessi che gettarono le basi per la successiva scena furono Nuns e Crime; questi ultimi avevano già pubblicato il singolo di debutto Hot Wire My Heart e si erano fatti conoscere grazie ai volantini curati dal disegnatore James Stark. Grazie anche all'aiuto di fanzine come Psyclone la scena si espanse rapidamente, assumendo subito caratteristiche marcatamente divergenti da quella di Los Angeles. I complessi di San Francisco infatti erano più attenti ai temi politici e maggiormente aperti alla sperimentazione. A questi tre gruppi si unirono presto gli Avengers della frontwoman Penelope Houston. La crescita della scena fu poi favorita da vari concerti di band statunitensi e britanniche come Ramones, Blondie, Devo e Damned, grazie ai quali il locale Mabuhay Gardens iniziò ad ospitare gruppi punk locali. Nello stesso Mabuhay i giovani complessi punk furono spesso affiancati da musicisti più esperti e devoti all'art rock come Tuxedomoon, Mutants, Novak, S.S.T., Twinkeyz e Readymades. Nel frattempo la scena continuò ad ingrandirsi grazie a nuove leve come John Vomit and the Leather Scabs, The Offs, Negative Trend, The Sleepers, U.X.A., (Impatient) Youth, JJ 180, Seizure e Hitmakers, e fu fondata Search & Destroy, una delle più importanti fanzine punk in assoluto.
Un altro evento importante fu l'arrivo dei Sex Pistols al Winterland Ballroom, che fu l'ultimo concerto del gruppo di Rotten ma contribuì ad accrescere in modo considerevole l'attenzione verso il punk di San Francisco, che iniziò ad attirare interessati e promoter musicali. Seguì nel marzo 1978 un concerto benefit per i minatori degli Appalachi organizzato al Mabuhay Gardens, con tutti i complessi più importanti della scena con l'eccezione dei Crime. Nei mesi successivi si formarono molti nuovi gruppi come Blwodryers, Tools e No Alternative, furono fondate fanzine come Punk Globe e furono aperti al punk nuovi locali come Tattoo Lagoon, 330 Grove Street e Deaf Club. Tuttavia, dopo la pubblicazione di alcune pietre miliari come Decadent Jew dei Nuns, Seventh World degli Sleepers, Johnny Too Bad degli Offs e Mercenaries dei Negative Trend la scena punk di San Francisco iniziò il suo declino: Avengers, Negative Trend e Nuns si sciolsero a pochi mesi di distanza gli uni dagli altri, mentre Crime, Sleepers e Dils virarono rispettivamente verso il rock and roll più classico, il post-punk e il country punk. Inoltre, in modo simile a quanto accaduto a Los Angeles, i nuovi gruppi hardcore sostituirono la prima scena punk; tra questi si distinsero Dead Kennedys, il cui frontman Jello Biafra possedeva anche l'importante etichetta Alternative Tentacles, Crucifix, Fuck-Ups, Sickpleasure, Code of Honor, Urban Assault, Social Unrest e Undead.

### 1981 - 1986: L'hardcore punk

#### South Bay

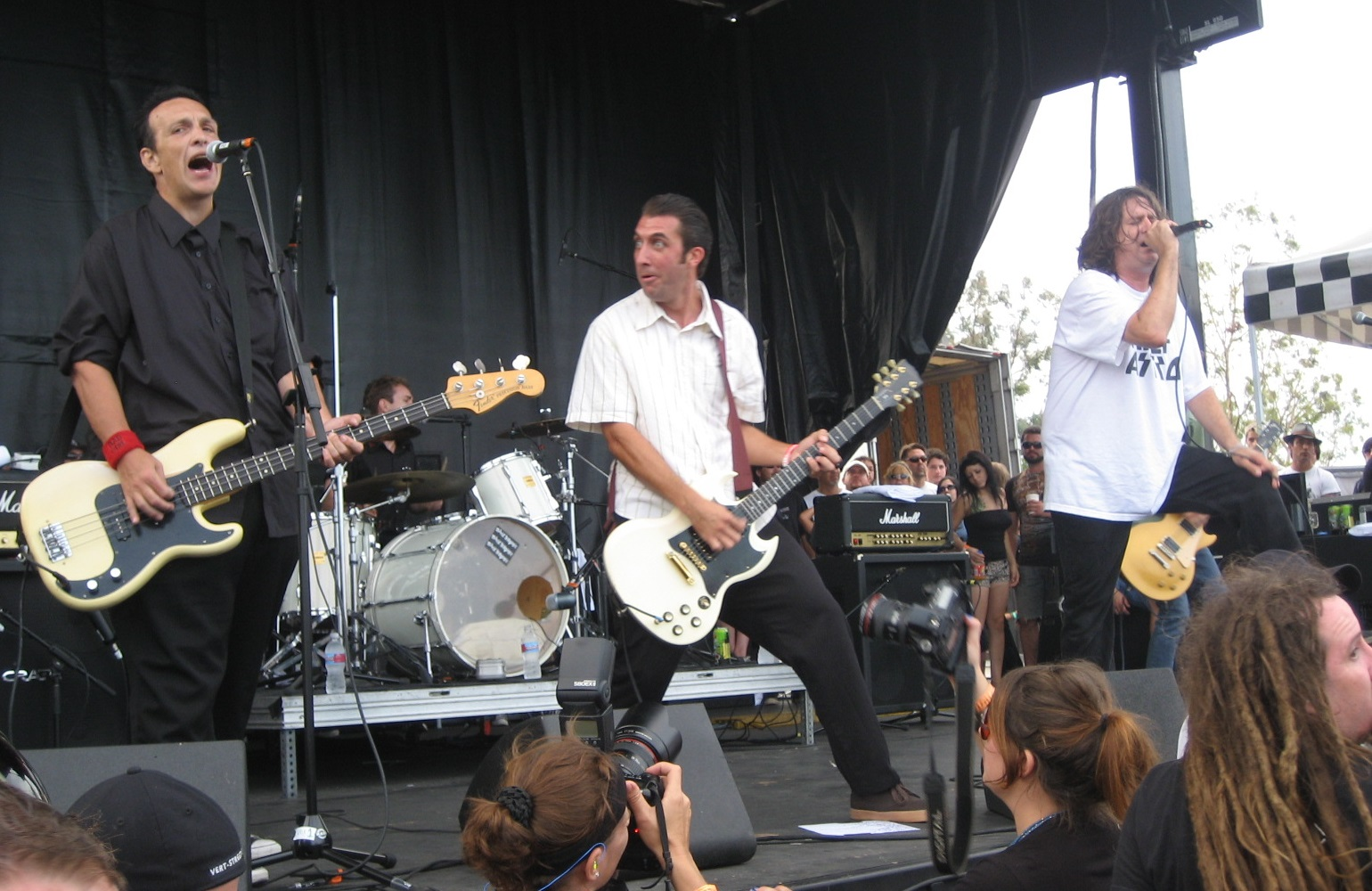
I The Adolescents in concerto.

L'hardcore punk trovò terreno particolarmente fertile nelle regioni a sud di Los Angeles, precisamente la South Bay e la contea di Orange. Nella South Bay, oltre ai Black Flag, nacquero gruppi come Descendents, Minutemen, Redd Kross e Saccharine Trust; si dimostrò subito fondamentale per l'aggregazione della scena una chiesa sconsacrata di Hermosa Beach denominata The Church, che ospitava vari fan e componenti delle band.
I Red Cross, noti inizialmente come The Tourists, furono fondati nel 1979 a Hawtorne dai fratelli Steve e Jeff MacDonald, a cui si unirono presto il chitarrista Greg Hetson e il batterista John Stelia; con questa formazione il gruppo registrò l'EP d'esordio Red Cross nel 1980. Nel 1982 la band pubblicò il suo album d'esordio Born Innocent, con le nuove componenti Tracy Marshak e Janet Housden, e fu immortalata sulla copertina di Flipside. Tuttavia nei mesi successivi il quartetto cambiò completamente genere musicale, abbandonando l'hardcore e abbracciando il power pop nel disco del 1984 Teen Babes from Monsanto, contenente cover di Kiss e Rolling Stones.
Un altro complesso importante della South Bay furono i Circle Jerks, fondati dal cantante Keith Morris dopo la sua uscita dai Black Flag, insieme all'ex Red Cross Greg Hetson nel 1979. L'anno seguente il gruppo fece un'apparizione nel documentario The Decline of Western Civilization e partecipò alla compilation Rodney on the ROQ, prima di pubblicare il suo primo album di studio Group Sex nel 1981 su Frontier Records. L'anno successivo fu la volta del successivo Wild in the Streets su Faulty Records, mentre nel 1983 uscì Golden Shower of Hits. Dopo questi ultimi due lavori i Circle Jerks si spostarono verso l'heavy metal, pubblicando tra il 1985 e il 1987 Wonderful e VI, che causarono lo scioglimento del gruppo a causa degli scarsi riscontri di critica e di pubblico.
I Descendents furono formati nel 1978 a Hermosa Beach da Bill Stevenson, Tony Lombardo e Frank Navetta, e registrarono lo stesso anno il loro 7" di debutto Ride the Wild/It's a Hectic World, influenzato da new wave e surf rock. Dopo questa pubblicazione il cantante Navetta lasciò il gruppo, che ingaggiò come sostituta una ragazza nota come Cecilia; questa formazione tuttavia durò solo sei mesi, al termine dei quali Milo Aukerman prese il posto di Cecilia come cantante. In quello stesso anno, il 1981, il complesso pubblicò l EP Fat, seguito l'anno successivo da Milo Goes to College, considerato un album fondamentale per la genesi dell'hardcore melodico. Subito dopo questa pubblicazione il gruppo entrò in una fase di pausa durata vari anni, durante i quali il batterista Stevenson fece parte dei Black Flag e il cantante Aukerman lavorò alla sua tesi sulla genetica del mais. La riunione, senza Aukerman sostituito da Dave Smalley, si concretizzò solo nel 1985, dopo che Stevenson aveva lasciato i Black Flag; dopo un paio d'anni cambiarono il nome in ALL, concentrandosi maggiormente sugli aspetti melodici.
Un gruppo decisamente atipico all'interno della scena hardcore erano i Saccharine Trust, caratterizzati da testi beat, chitarra jazz e attitudine sperimentale; il complesso durò lo spazio di due album, Pagan Icons e Surviving You, Always, pubblicati tra il 1981 e il 1984.
Un altro gruppo importante per la diffusione dell'hardcore in California furono i Bad Religion, nativi della San Fernando Valley. Formatisi nel 1980 e dopo aver passato l'intero 1981 a suonare live nei locali punk di Los Angeles, i BR pubblicarono il loro EP di debutto Bad Religion, autoprodotto dall'etichetta del gruppo Epitaph Records. Il disco vendette subito tutte le copie della prima tiratura, e il complesso si ritrovò in studio per registrare l'album di debutto How Could Hell Be Any Worse?, pubblicato nel 1982 sempre da Epitaph. Poi il quartetto si prese una pausa dall'attività live, in coincidenza del trasferimento del cantante Greg Graffin nel Wisconsin per impegni universitari. Nonostante questo, il gruppo proseguì a registrare brani in studio, che vennero inclusi nel secondo full-length Into the Unknown, del 1983. Il disco, influenzato da Styx e Journey e dal progressive rock, allontanò definitivamente i Bad Religion dalla scena hardcore, nonostante il successivo Back to the Known avessi segnato un ritorno allo stile degli esordi.
Un altro gruppo di fondamentale importanza per l'ascesa dell'hardcore nella zona furono gli Youth Brigade (da non confondere con l'omonimo complesso di Washington), che furono formati nel 1978 con il nome di Extremes dai fratelli Mark e Shawn Stern, prima di cambiare nome in Youth Brigade nella primavera 1980. Nel 1979 i fratelli Stern fondarono anche la Better Youth Organization, un'organizzazione senza fini di lucro che promuoveva concerti e idee umanitarie. Dopo un iniziale periodo ska punk, al gruppo si unì anche Adam Stern, e il terzetto cominciò ad esibirsi con alcuni gruppi hardcore e a avvicinarsi alla scena. Nell'estate 1982 la BYO Records pubblicò la compilation Someone Got Their Head Kicked In!, che conteneva tracce di Social Distortion, The Adolescents, Joneses, Bad Religion e Batallion of Saints. La compilation fu pubblicizzata da un tour di Youth Brigade e Social Distortion, immortalato nel documentario Another State of Mind; tuttavia nel 1985 gli Youth Brigade si sciolsero, dopo aver proseguito per un breve periodo come Brigade.
Di discreta importanza furono anche i Wasted Youth, nati nel 1977 come garage band e influenzati dai Circle Jerks; tuttavia, dopo il disco Reagan's In, molto apprezzato nell'ambiente hardcore, il gruppo interruppe l'attività discografica e si sciolse nel 1983.

#### Orange County
Alla scena della South Bay si contrapponeva per vari aspetti quella della Contea di Orange, in cui la prima ondata di punk era passata sostanzialmente inosservata. Tra i primi gruppi punk di una qualche importanza nella zona si distinsero i Middle Class, che già nel 1978 pubblicarono il singolo Out of Vogue, da alcuni considerato addirittura il primo singolo hardcore in assoluto.
Nonostante questo attorno al 1980 la scena era ancora piuttosto piccola, con un unico locale punk, il Cuckoo's Nest di Costa Mesa, dove suonavano vari gruppi di non grande importanza. I primi gruppi hardcore di Orange County, ossia Agent Orange, Social Distortion e Adolescents, si formarono in seguito allo scioglimento dei Detours, una band che era durata solo per qualche mese del 1978 e che comprendeva tra gli altri Rikk Agnew e Casey Royer.
I Social Distortion, fondati già nel 1978 per opera del chitarrista e cantante Mike Ness, a quel tempo erano composti, oltre che dallo stesso Ness, dal batterista Casey Royer e dal chitarrista Rikk Agnew. La loro prima pubblicazione ufficiale fu il 7" Mainliner su Posh Boy Records, registrato con Ness alla chitarra, Dennis Danell al basso e Royer alla batteria. Dopo l'aggiunta di un chitarrista ritmico il gruppo registrò il suo secondo singolo 1945, con una reinterpretazione di Under My Thumb dei Rolling Stones come lato B, e pubblicò il debutto Mommy's Little Monster nel 1983. Subito dopo però il gruppo entrò in un lungo periodo di pausa a causa della tossicodipendenza del frontman Ness, che dovette disintossicarsi dall'eroina e poté tornare a suonare solo nel 1987, anno in cui i Social Distortion si riunirono, rimanendo attivi fino ad oggi ma spostandosi verso il cowpunk.
Un altro gruppi importante per la scena furono gli Agent Orange, capitanati dal cantante/chitarrista Mike Palm, che fondevano surf, punk con un'ottima abilità tecnica. Uno dei primi pezzi del gruppo, Bloodstains, scritto da Palm assieme a Rikk Agnew, divenne il pezzo più richiesto della trasmissione radio Rodney on the ROQ nel 1979. Pubblicarono il loro debutto Living in Darkness nel 1981, dopo di che abbandonarono completamente l'hardcore, che era comunque da sempre solo una parte della loro musica.
Gli Adolescents nacquero dall'incontro fra il bassista degli Agent Orange Steve Soto e il cantante Tony Cadena ad un concerto dei Social Distortion. Reclutati Rikk e Frank Agnew come chitarristi e Casey Royer come batterista, il complesso pubblicò il primo demo nell'aprile 1980, e partecipò poco dopo alla compilation Rodney on the ROQ con Amoeba. Con questa stessa formazione il gruppo registrò e pubblicò il debutto The Adolescents nel 1981, spesso considerato un classico dell'hardcore. Poco dopo tuttavia, durante la pubblicazione del singolo Welcome to Reality, Rikk Agnew lasciò la band e gli Adolescents si sciolsero, per riformarsi solo nel 1986 con una formazione differente. Alcuni componenti della band confluirono nei D.I., caratterizzati da una formazione molto instabile con il solo Casey Royer come punto fisso.
Un altro gruppo molto importante per la scena furono i T.S.O.L. (True Sounds of Liberty), formati nel 1980 dalle ceneri dei Vicious Circle dal cantante Jack Grisham, dal chitarrista Ron Emory, dal bassista Mike Roche e dal batterista Todd Barnes. Grisham e Barnes avevano già fatto esperienza in alcuni gruppi locali come Johan Coathanger and the Abortions, SS Cult e Vicious Circle, scioltisi a fine 1979. Dopo alcuni concerti in case private, che spesso terminavano con risse o saccheggi, i T.S.O.L. pubblicarono il loro EP di debutto omonimo T.S.O.L. in quello stesso anno, contenente il classico hardcore Abolish Government. Nel 1981 il cantante Grisham iniziò ad utilizzare trucco facciale, avvicinando l'estetica della band a quella dei gruppi dark, e il complesso registrò assieme al produttore Thom Wilson il primo album in studio, Dance with Me, che ebbe un significativo impatto proprio sulla scena dark statunitense. Nel 1982 erano diventati uno dei gruppi hardcore più noti di tutta la California, e i loro concerti registravano spesso un numero di presenze molto alte per gli standard hardcore; tuttavia, l'EP Weathered Statues e poi il disco Beneath the Shadows, molto sperimentali e con la presenza di tastiere, fecero perdere alla band quasi tutti i fan. Nel 1983 Grisham lasciò i T.S.O.L. e si unì ai Cathedral of Tears e poi ai Tender Fury, prima di avviare una collaborazione con l'ex compagno di band di David Bowie Hunt Sales. Dopo l'abbandono anche di Barnes, Emory e Roche ricostituirono la formazione nel 1984 con il batterista Mitch Dean e il cantante/chitarrista Joe Wood, virando verso l'hair metal. In seguito la band si sciolse nel 1989, senza più nessun componente originale in formazione.
Molto legati ai T.S.O.L. erano i Vandals, capitanati dal frontman Stevo. Nel 1983 pubblicarono l'EP Peace thru Vandalism, che conteneva classici come Legend of Pat Brown e Anarchy Burger, ma la formazione in continuo cambiamento impedì loro di acquistarsi un numero significativo di fan. Altri gruppi della scena di Orange County, anche se di minore importanza, furono China White, Channel 3 e Shattered Faith, che pubblicarono alcuni dischi di discreta importanza.
Di enorme importanza furono invece i Suicidal Tendencies di Venice Beach, tra i primi a fondere hardcore punk e thrash metal. Fondati sul finire del 1981 dal frontman Mike Muir, nel 1982 furono votati peggior gruppo dell'anno dai lettori di Flipside, ma già l'anno successivo, dopo la pubblicazione del debutto Suicidal Tendencies, vinsero nella classifiche gruppo migliore e album migliore dell'anno stilata dalla stessa Flipside. L'omonimo disco di debutto, registrato e mixato in soli tre giorni, ottenne infatti un successo inaspettato per un gruppo hardcore, vendendo centinaia di migliaia di copie e proiettando il video della canzone Istitutionalized su MTV. Negli anni seguenti il gruppo si spostò sempre più verso il metal, in dischi come Join the Army e i successivi.
Un gruppo collegato alla scena di Venice Beach erano i Circle One, capitanate dal cantante di colore John Macias, che fondò l'organizzazione PUNX, che si occupava dei senza tetto e della diffusione del messaggio evangelico. Il gruppo pubblicò anche alcuni album, tra cui Patterns of Force del 1983.
Gli Uniform Choice invece si distanziarono nettamente dalla scena di Orange County, propagandando gli ideali straight edge nel disco Screaming for Change, ma dopo il 1986 si avvicinarono al metal abbandonando l'hardcore.
Anche a San Diego esisteva una scena hardcore, per quanto ristretta. Il gruppo principale erano i Batallion of Saints, molto influenzati dal punk inglese, sia nel suono sia nell'attitudine; i primi live della band furono come spalla a gruppi britannici fra cui U.K. Subs, Discharge e Vice Squad. In seguito pubblicarono l'EP Fighting Boys e parteciparono alla compilation Rock for Peace, ma proprio quando l'Enigma Records stava per proporre loro un contratto il chitarrista Chris Smith mollò il gruppo a causa di seri problemi di droga, causandone di lì a poco lo scioglimento e la fine della scena di San Diego.

#### San Francisco
A differenza di Orange County e della South Bay, in cui sostanzialmente la prima ondata punk era stata molto debole, San Francisco vantava già dal 1976 gruppi di livello come i Crime e Nuns. Inoltre il concerto dei Sex Pistols al Winterland Ballroom il 10 gennaio 1978 contribuì a gettare le basi per la fondazione di moltissime band, fra cui Avengers, The Dils e Negative Trend. La scena contava anche su alcuni locali che ingaggiavano frequentemente gruppi punk, come il Mabuhay Garden e il Deaf Club.
Il primo gruppo di San Francisco a suonare hardcore e a darsi da fare per creare una nuova scena furono i Dead Kennedys di Jello Biafra, tra i complessi più importanti di tutti gli Stati Uniti. Il loro primo concerto si tenne al Mabuhay Gardens il 19 luglio 1978, assieme a Offs e Negative Trend. L'anno successivo Biafra ottenne una notevole popolarità grazie alla sua candidatura a sindaco di San Francisco, in cui arrivò a sorpresa quarto su dieci candidati col 4% dei voti.
Nell'estate 1979 intrapresero il loro primo tour nazionale, in cui toccarono tra le altre Boston e New York, ma fu solo dopo la pubblicazione del primo album Fresh Fruit for Rotting Vegetables che ottennero grande popolarità nel circuito hardcore nazionale. Proprio a causa dei molti problemi di distribuzione di questo disco Biafra decise di fondare una propria etichetta, la Alternative Tentacles, con cui pubblicò subito alcuni singoli dei Dead Kennedys e una compilation intitolata Let Them Eat Jellybeans nel 1981, che comprendeva pezzi di D.O.A., Bad Brains e Black Flag. Nei mesi seguenti l'etichetta pubblicò vari altri lavori importanti, tra cui l'EP In God We Trust, Inc. dei Dead Kennedys e album di D.O.A., 7 Seconds e T.S.O.L..
Nell'estate 1982 i Kennedys pubblicarono il loro secondo album Plastic Surgery Disasters. Poco dopo iniziarono anche problemi con la polizia, a causa delle risse che ormai seguivano ogni concerto, e a ciò si aggiunsero dissidi interni alla band, con il bassista Klaus Flouride e il chitarrista East Bay Ray ormai sempre più stanchi della violenza che circondava la scena. Riuscirono comunque a registrare e pubblicare altri due dischi tra il 1985 e il 1986, intitolati Frankenchrist e Bedtime for Democracy, ma subito dopo la pubblicazione di quest'ultimo Biafra annunciò lo scioglimento.
Un gruppo legato ai Dead Kennedys erano i Flipper, formati da Will Shatter, Bruce Loose, Ted Falconi e Steve DePace, veterani della scena che avevano già militato in gruppi come Negative Trend e Offs.

#### La scena Nardcore
Una delle scene più fiorenti dell'universo hardcore californiano fu quella meridionale, denominata Nardcore. Con tale termine si identificava la scena hardcore punk della California del Sud dei primi anni '80, particolarmente fiorente a Silverstrand Beach, Oxnard e Port Hueneme. La maggior parte dei primi concerti della scena si svolgevano al Casa Tropical, al Port Hueneme Skate Palace e nel resto dell'area di Oxnard, oltre che al Casa de la Raza a Santa Barbara.
Gran parte della pubblicità iniziale del nardcore si deve alla Mystic Records, e al suo fondatore Doug Moody. Questa comunità periferica fu il terreno di nascita di molte band hardcore punk dei primi '80 e divenne terreno fertile soprattutto per gruppi skate punk. La scena nardcore aveva anche un proprio simbolo, disegnato da Ismael Hernández dei Dr. Know, presente su vari album e tutt'oggi utilizzato come tatuaggio.
Tra i principali gruppi che contribuirono allo sviluppo della scena si distinsero Agression, Dr. Know, Habeas Corpus, Ill Repute, Rich Kids on LSD e Scared Straight. Nel loro primissimo periodo anche i NOFX fecero parte della scena, apparendo nella compilation della Mystic Records We Got Power, Vol. 2: Party Animal, nella quale compaiono anche i Manic Subsidal, successivamente The Offspring.

### 1987 - 1995: Il pop punk

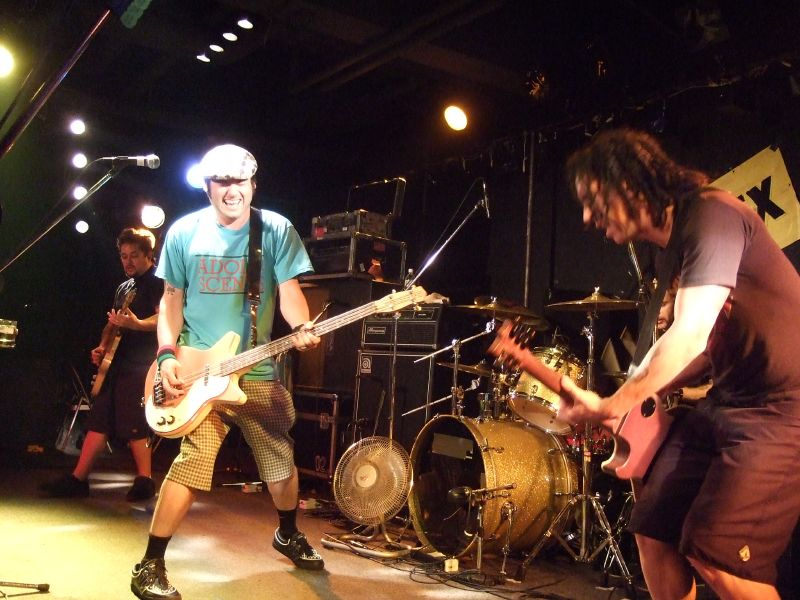
I NOFX a Taipei.

Verso la fine degli anni '80 tutti i principali gruppi hardcore si erano sciolti, e si stava sviluppando una nuova scena nella Bay Area di San Francisco. Questa nuova scena avrebbe prodotto band come Operation Ivy, Green Day, AFI, Good Riddance, Jawbreaker, The Mr. T Experience, NOFX, No Use for a Name, Rancid, The Offspring, Samiam e Swingin' Utters. Anche se l'hardcore non si dissolse e continuò la sua evoluzione nell'underground, dal 1990 fu il pop punk il genere dominante in California. Per lo sviluppo di questo genere furono fondamentali etichette come la Lookout! Records e il locale punk 924 Gilman Street di Berkeley, che contribuirono alla fondazione di gruppi come Queers, Riverdales, Screeching Weasel, The Mr. T Experience, Pansy Division, The Lookouts e Green Day.
Alcuni gruppi della scena di Los Angeles come Guttermouth, Jughead's Revenge, Lagwagon, The Offspring e Pennywise, iniziarono anche a porre le basi per il loro successo. Nei tardi '80 e nei primi '90, San Diego aveva una fiorente scena post-hardcore con band del calibro di Pitchfork, Rocket from the Crypt, Drive Like Jehu e Unwritten Law.
Nello stesso periodo il queercore si sviluppò e iniziò a conoscere un discreto successo a San Francisco e Los Angeles, grazie a band come Pansy Division e Tribe 8.

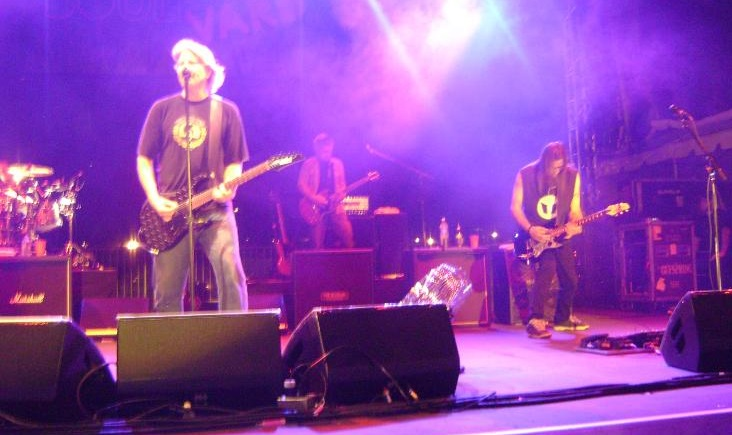
Gli Offspring in concerto nel 2008

Nel 1989 i Social Distortion firmarono con la Epic Records, diventando la prima band della scena ad avere un contratto major' dai The Dickies nei tardi '70. Il primo album con questa etichetta, intitolato Social Distortion, fu un discreto successo commerciale grazie ai tre singoli Let It Be Me, Ball and Chain e Ring of Fire, che si piazzarono tutti nella Top 25 della Modern Rock Tracks. Inoltre l'album fu premiato con il disco d'oro nel 1998, così come il successivo Somewhere Between Heaven and Hell nel 2000.
Nel 1993, dopo il successo dei Social Distortion e di altre band influenzate dal punk come i Nirvana, i Green Day firmarono con la Reprise Records. L'anno successivo pubblicarono il loro primo album major, Dookie, che riscosse un enorme successo piazzandosi al numero 2 nella Billboard Top 200 e vinse tre dischi di platino nel solo anno di pubblicazione. Poco dopo gli Offspring pubblicarono Smash, che divenne l'album indipendente più venduto di sempre e raggiunse la posizione numero 4 della Billboard Hot 200. In quello stesso anno i Blink-182 pubblicarono il loro album di debutto Cheshire Cat, iniziando a porre le basi per il futuro successo commerciale.
Blink-182, Green Day e The Offspring furono presto seguiti da Bad Religion, NOFX e Rancid, i cui album Stranger than Fiction, Punk in Drublic e ...And Out Come the Wolves, vinsero tutti il disco d'oro o di platino.
Il successo di queste band aprì la strada ad alcuni complessi ska punk come No Doubt, Sublime, Reel Big Fish e Goldfinger.

## Club

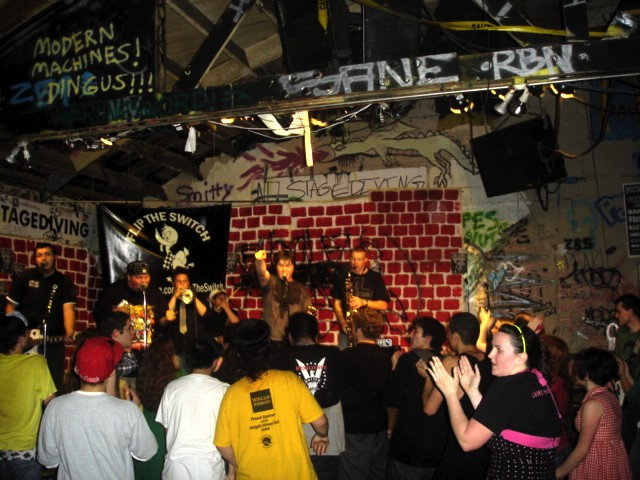
Un concerto al 924 Gilman Street.

- 924 Gilman Street - Berkeley, 1986–oggi
- The Masque – Los Angeles, 1977–1979
- Whisky a Go Go – Los Angeles, 1964–1982, 1986–oggi
- Cathay de Grande - Los Angeles, 1980 - 1990

## Etichette
- Adeline Records - fondata da Billie Joe Armstrong dei Green Day
- Alternative Tentacles - fondata da Jello Biafra dei Dead Kennedys
- Asian Man Records - fondata da Mike Park degli Skankin' Pickle
- Dangerhouse Records - fondata da David Brown, ex-Screamers
- Epitaph Records - fondata da Brett Gurewitz dei Bad Religion
- Fat Wreck Chords - fondata da Fat Mike dei NOFX
- Frontier Records
- Hellcat Records - fondata da Brett Gurewitz dei Bad Religion e Tim Armstrong dei Rancid
- Kung Fu Records - fondata da Joe Escalante e Warren Fitzgerald dei Vandals
- Lookout! Records - fondata da Larry Livermore dei Lookouts
- Mordam Records
- Mystic Records
- New Alliance Records - fondata dai Minutemen
- Nitro Records - fondata da Dexter Holland e Greg K degli Offspring
- Posh Boy Records
- Punkcore Records
- Slash Records - collegata all'omonima fanzine
- SST Records - fondata da Greg Ginn dei Black Flag
- Sympathy for the Record Industry

## Fanzine
- Flipside
- Maximumrocknroll
- New Hippie
- Slash
- Razorcake Magazine